# Elecciones presidenciales de Chad de 2016
Las elecciones presidenciales se celebraron en Chad el 10 de abril de 2016. El presidente titular, Idriss Déby, fue reelegido para un quinto mandato.

## Desarrollo
El presidente Idriss Déby se postuló para un quinto mandato. A uno de los miembros más destacados de la oposición, Ngarlejy Yorongar, se le impidió competir debido a irregularidades administrativas.
La oposición lideró un paro a gran escala en todo el país el 24 de febrero de 2016 para protestar por la permanencia de 26 años en el poder de Déby. La huelga nacional paralizó muchas de las ciudades de Chad y la capital, Yamena, con el cierre de mercados, escuelas, transporte, centros de distrito y diversas operaciones. Fue la sexta protesta principal contra Déby desde principios de año, y varios residentes de Yamena afirmaron que era la protesta más grande jamás realizada contra el Presidente. La campaña se llevó a cabo bajo el lema "Ça Suffit", en francés, "Eso es suficiente".

## Resultados
El 4 de mayo de 2016, el Consejo Constitucional validó los resultados y rechazó una apelación conjunta de los candidatos de la oposición, que alegaban irregularidades. Los resultados finales emitidos por el tribunal mostraron a Déby obteniendo la victoria con el 59,92% de los votos. La Unión Africana, de la cual Déby era presidente en aquel entonces, declaró que la elección se había llevado a cabo "sin fraude".
Déby asumió su nuevo mandato el 8 de agosto de 2016 en una ceremonia en Yamena.
| Candidato                          | Partido                                           | Votos     | %     |
| ---------------------------------- | ------------------------------------------------- | --------- | ----- |
| Idriss Déby                        | Movimiento de Salvación Patriótica                | 2,219,352 | 59.92 |
| Saleh Kebzabo                      | Unión Nacional para la Democracia y la Renovación | 473,074   | 12.77 |
| Laoukein Kourayo Médard            | Convención Chadiana para la Paz y el Desarrollo   | 392,988   | 10.61 |
| Djimrangar Dadnadji                | CAP-SUR                                           | 186,857   | 5.04  |
| Delwa Kassiré Koumakoye            |                                                   | 73,636    | 1.99  |
| Malloum Yoboide Djeraki            |                                                   | 67,019    | 1.81  |
| Mahamat Ahmad Alhabo               |                                                   | 58,533    | 1.58  |
| Abdoulaye Mbodou Mbami             |                                                   | 53,204    | 1.44  |
| Clément Djimet Bagaou              |                                                   | 48,471    | 1.31  |
| Gali Gatta Ngothé                  |                                                   | 44,899    | 1.21  |
| Brice Mbaimon Guedmbaye            |                                                   | 36,647    | 0.99  |
| Beassoumda Julien                  |                                                   | 24,125    | 0.65  |
| Djividi Boukar                     |                                                   | 25,107    | 0.68  |
| Votos nulos/en blanco              | Votos nulos/en blanco                             | 419,818   | –     |
| Total                              | Total                                             | 4,123,730 | 100   |
| Votantes registrados/participación | Votantes registrados/participación                | 6,252,548 | 65.95 |
| Fuente: Constitutional Court       |                                                   |           |       |